# Exallonyx angulatus
Exallonyx angulatus är en stekelart som beskrevs av Henry Keith Townes, Jr. 1981. Exallonyx angulatus ingår i släktet Exallonyx, och familjen svartsteklar. Arten är reproducerande i Sverige.